# St. Thomas (Großenheidorn)

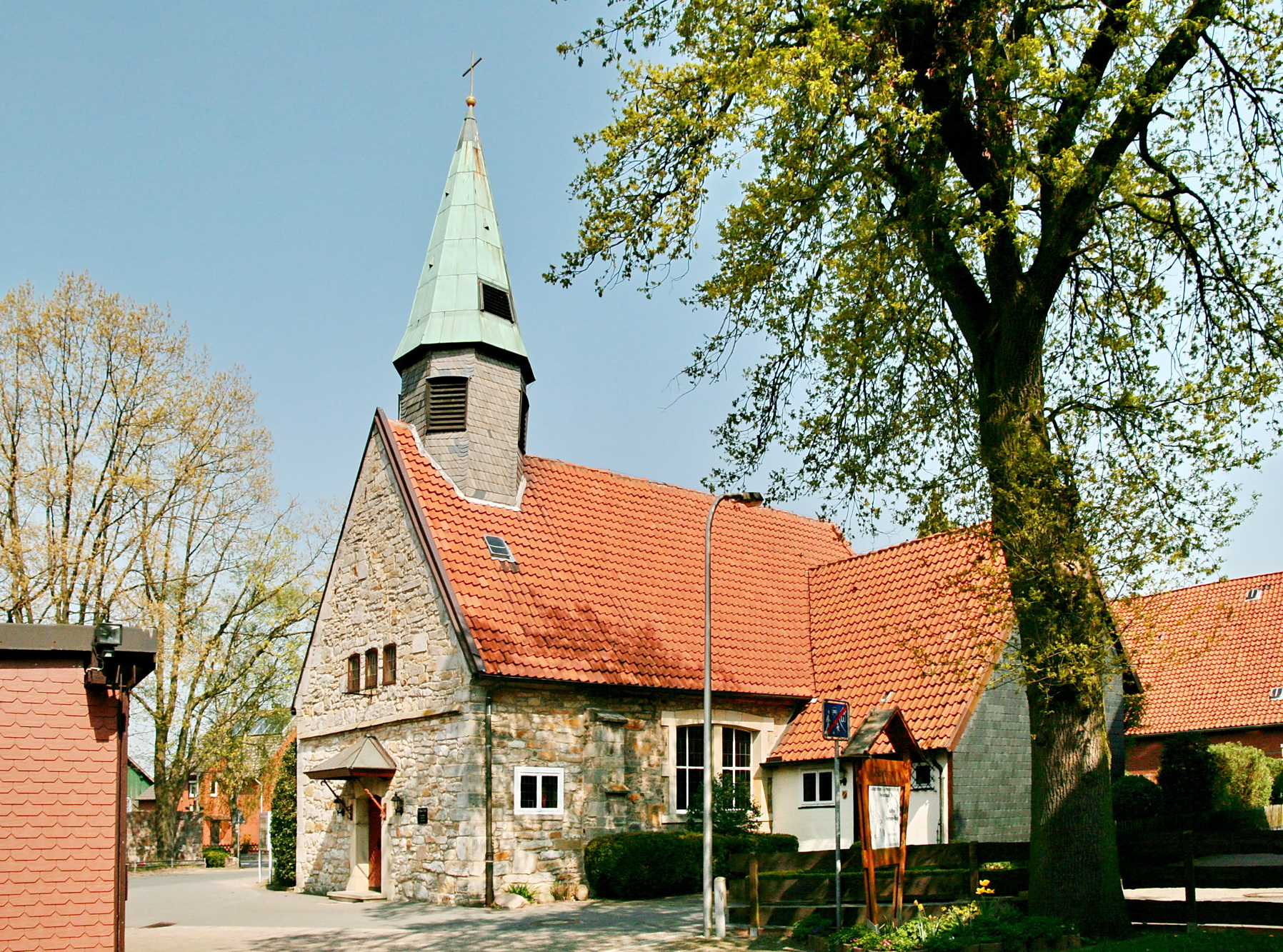
St.-Thomas-Kirche

Die evangelisch-lutherische St.-Thomas-Kirche steht in Großenheidorn, einer Ortschaft der Mittelstadt Wunstorf in der Region Hannover von Niedersachsen. Die Kirchengemeinde Großenheidorn gehört zur  Evangelisch-Lutherischen Landeskirche Schaumburg-Lippe.

## Beschreibung
Es gab einen Vorgängerbau, der vor 1000 entstanden war. Die ältesten Teile der heutigen Kirche stammen aus dem 15. Jahrhundert. Eine kleine Kapelle, sie stand an gleicher Stelle, wurde zwar von 1687 bis 1689 umgebaut, dann aber vom Kirchenvorstand doch als zu klein erachtet und daher abgetragen. Dafür entstand 1691 die heutige Saalkirche aus Bruchsteinen mit einem dreiseitigen Schluss des Chors im Osten. 1956 wurde der Bau verändert. Nach Süden wurde ein Querarm angebaut. Das Portal im Westen ersetzte das nördliche. Die Strebepfeiler deuten darauf hin, dass der Innenraum überwölbt werden sollte. Aus dem Satteldach des Kirchenschiffs erhebt sich im Westen ein achtseitiger Dachreiter mit Klangarkaden, der einen spitzen Helm trägt.